# 七月九日縣 (查科省)

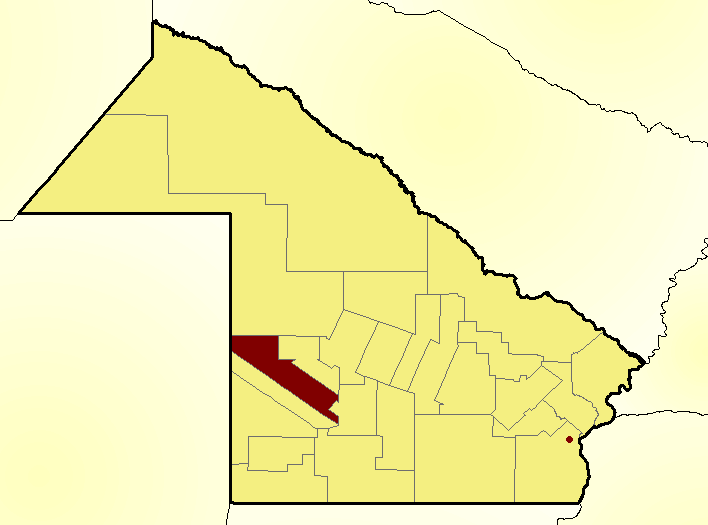

27°5′11″S 61°5′9″W / 27.08639°S 61.08583°W
七月九日縣（西班牙語：Departamento Nueve de Julio），是阿根廷的縣份，位於該國北部查科省，首府設於拉斯布雷尼亞斯，面積2,097平方公里，2010年人口28,555，人口密度每平方公里13.62人。